# Maison d'assemblée d'Augeac
La maison d'assemblée d'Augeac est une maison située en France sur la commune de Bains, dans la région Auvergne-Rhône-Alpes.

## Localisation
La maison est située dans le département français de la Haute-Loire, sur la commune de Bains, dans l'ancienne région administrative d'Auvergne.

## Historique
La maison de béate et d'assemblée, spécifique au Velay, représente une institution adaptée à la structure de l'habitat vellave, caractérisé par de nombreux hameaux trop modestes pour abriter chacun une école. Les habitants sollicitent alors une béate pour assurer l'éducation des enfants. Les béates vellaves formaient une association laïque de jeunes femmes pieuses soumises à une règle commune (la première remonte à 1730, la dernière à 1834). La béate réside dans un village qui la loge et l'entretient en échange de ses services. Elle occupe une maison construite et aménagée par les habitants, demeurant leur propriété commune,.

## Description
La structure adopte ici un plan carré, avec une façade principale dotée d'une porte et de deux fenêtres surmontées d'épais linteaux de pierre. Au-dessus, une cloche sur le toit repose sur une pierre plate soutenue par deux petites pierres. Cette demeure témoigne d'une architecture simple au service d'une fonction originale.

## Protection
La maison d'assemblée d'Augeac, avec son couderc, est inscrite au titre des monuments historiques par arrêté du 10 septembre 1990.